# Vườn quốc gia Du Già
Vườn quốc gia Du Già - Cao nguyên đá Đồng Văn là một vườn quốc gia nằm tại ba huyện Vị Xuyên, Bắc Mê và Yên Minh thuộc tỉnh Hà Giang, Việt Nam. Vườn quốc gia được thành lập theo Quyết định số 1377/QĐ-TTg năm 2015 của Thủ tướng Chính phủ trên cơ sở sáp nhập Khu bảo tồn loài và sinh cảnh voọc mũi hếch Khau Ca và Khu bảo tồn thiên nhiên Du Già. Đây là khu vực tự nhiên có tính đa dạng sinh học cao với nhiều loài động thực vật quý hiếm vọoc mũi hếch Bắc Bộ, vượn đen má trắng, sơn dương nâu, bách xanh, bách xanh núi đá, nghiến, đinh.

## Địa lý
Vườn quốc gia Du Già có tổng diện tích tự nhiên là 15.006,3 ha thuộc địa bàn 3 xã của 3 huyện thuộc tỉnh Hà Giang là: Tùng Bá (Vị Xuyên); Minh Sơn (Bắc Mê) và Du Già (Yên Minh). Vùng đệm có diện tích 8.850 ha thuộc 6 xã của 4 huyện là Du Già, Đường Thượng (Yên Minh); Minh Sơn, Yên Định (Bắc  Mê); Tùng Bá (Vị Xuyên) và Thái An (Quản Bạ). Vườn quốc gia này có một phần diện tích nằm trên Công viên địa chất toàn cầu Cao nguyên đá Đồng Văn là 14.068 ha, chiếm 93,7% diện tích tự nhiên vườn quốc gia. Du Già cách thành phố Hà Giang khoảng 70 km theo hướng đi từ QL 34, và 100 km theo hướng đi QL4C - ĐT 181.

## Mô tả
Có 5 kiểu thảm thực vật rừng chính tại Vườn quốc gia là: Rừng kín thường xanh mưa ẩm nhiệt đới núi thấp phát triển trên núi độ cao dưới 700 mét; Rừng kín thường xanh mưa ẩm bán nhiệt đới núi trung bình phân bố ở độ cao trên 700 mét; Rừng kín thường xanh mưa ẩm nhiệt đới trên núi đá vôi; Thực vật thứ sinh tác động của con người gồm có rừng thứ sinh phục hồi sau khai thác và phục hồi sau làm nương rẫy; một số kiểu phụ như rừng tre nứa, rừng trồng (thông, keo) và các thảm cây bụi.
Hệ thực vật tại đây có 1.061 loài thực vật bậc cao có mạch của 6 ngành thực vật (chiếm 85,71% về số ngành tại Việt Nam). Đa dạng nhất là mộc lan với 950 loài (chiếm 89,54%), dương xỉ có 88 loài (chiếm 8,29%), thông có 12 loài (chiếm 1,13%), thông đất có 9 loài (chiếm 0,85%), còn lại là khuyết lá thông và cỏ tháp bút. Tại đây cũng đã xác định được 202 họ thực vật (chiếm 53,44% toàn Việt Nam) như lan có 65 loài (chiếm 6,13%); ba mảnh vỏ có 46 loài (chiếm 4,34%); cà phê có 45 loài (chiếm 4,24%); dâu tằm có 39 loài (chiếm 3,68%); họ cúc có 33 loài (chiếm 3,11%); họ long não có 26 loài (chiếm 2,45%); họ đậu và họ cỏ cùng 25 loài (chiếm 2,36%); họ ráy có 22 loài (chiếm 2,07%); họ cam có 17 loài (chiếm 1,6%).
Về động vật, vườn quốc gia là nơi có 318 loài động vật có xương sống trên cạn gồm 72 loài thú, 162 loài chim, 84 loài bò sát và lưỡng cư. Trong số đó có 35 loài quý hiếm, đặc biệt voọc mũi hếch là một trong 25 loài linh trưởng đang bị đe dọa tuyệt chủng cao nhất trên toàn cầu. Đây là loài đặc hữu hẹp, chỉ phân bố ở một số tỉnh thuộc Đông Bắc Việt Nam. Hiện tại, quần thể voọc mũi hếch có khoảng 108-113 cá thể, chiếm gần 50% tổng số cá thể voọc mũi hếch của Việt Nam. Ngoài ra, trong số các loài bò sát và lưỡng cư ghi nhận được có 13 loài quý hiếm như rồng đất, tắc kè, rắn sọc dưa, rùa núi viền, ba ba gai, rắn ráo thường, rắn cạp nong, rắn hổ mang Trung Quốc, rùa đầu to, ếch vạch, ếch gai và ếch cây sần Bắc Bộ.